# تشارلز رينيه زيلر
تشارلز رينيه زيلر (بالفرنسية: Charles René Zeiller)‏ (14 يناير عام 1847 نانسي 27 نوفمبر عام 1915، باريس) هو مهندس تعدين وعالم نباتات فرنسي.
درس في المدرسة المتعددة التكنولوجية (1865-1876) وأتم دراسته في المدرسة الوطنية العليا (1867-1870)، من عام 1901 حتى عام 1915 كان عضوا في أكاديمية العلوم (النباتية).

## وصلات خارجية
- IDREF.fr